# نهر أنكور
نهر أنكور هو مجرى مائي في شبه جزيرة كيناي في ولاية ألاسكا الأمريكية. يبدأ جريانه بالقرب من جبل بالد على الجانب الشرقي من شبه الجزيرة السفلية إذا كان يتدفق غربًا بشكل عام لمسافة 30 ميل (48 كـم) في إنليت كوك بالقرب من أنتشور بوينت على الجانب الغربي من شبه الجزيرة. مصب النهر شمال غرب هوميروس.
تمر الروافد الوسطى للنهر عبر نهر أنكور ومنطقة فيريتز كريك والتي تهدف إلى حماية الأسماك والحياة البرية وخاصةً الموظ. يتقاطع النهر السفلي مع طريق فورك الشمالي ثم طريق ستيرلينغ السريع قبل الوصول إلى النهر.